# Plélan-le-Grand

Plélan-le-Grand este o comună în departamentul Ille-et-Vilaine, Franța. În 1 ianuarie 2022 avea o populație de 4.063 de locuitori.